# Jovanotti
Jovanotti (također i Giovanotti, pravo ime Lorenzo Cherubini, Rim, Italija, 27. rujna 1966.) je talijanski reper i kantautor.

## Životopis
Izvor imena Jovanotti u množini je talijanske riječi giovanotto ("mladić", "mlad čovjek"), tj. giovanotti. Lorenzo Cherubini prijavio se na audiciju s bendom "I Giovanotti", ali producent se zainteresirao samo za njega, te se odlučio za talijansko-američko ime "Joe Vanotti", prije nego što je riječi spojio u svoj slavni nadimak "Jovanotti". Izgovor je engleski, te se čita u skladu s talijanskim izgovorom riječi giovanotti.
Rođen je Rimu u obitelji podrijetlom iz Toskane. Glazbenu karijeru započeo je kao disk-džokej u diskotekama i radiostanicama i kao rapper. Prvi album Jovanotti for President objavio je 1988. godine, kojega kao i nekoliko sljedećih, karakterizira mješavina hip hopa, rapa i disco glazbe. Početkom 1990-ih Jovanotti je postupno prilazio funk, world music i ska utjecajima i klasičnim aranžmanima, te kako se mijenjao njegov glazbeni stil, mijenjali su se i tekstovi, koji su s vremenom sve više se obraćali filozofskim, religioznim i političkim temama, što je u tradiciji talijanskih kantautora. Album Lorenzo 1994 iz 1994. godine, i posebno singlovi Penso positivo i Serenata rap, najava su novog stila i društveno-političkog angažmana. Iako je većina Jovanottijevih pjesama na talijanskom, objavio je i album najvećih hitova na španjolskom jeziku. Jovanotti se pojavljuje i na nizu međunarodnih kompilacija i događaja, među kojima se ističu Red Hot + Rhapsody, tribute Georgeu Gershwinu iz 1998. na kojoj pjeva "I Got Rhythm", i jedan od humanitarnih koncerata Luciana Pavarottija iz 1996. godine. Njegov album iz 2005. godine Buon Sangue pod utjecajem je rocka i hip hopa, kao jedan od Jovanottijevih najinovativnijih radova da sada. Na albumu, u jednoj skladbi je sudjelovao i Edoardo Bennato, dok je basist Saturnino koautor dvije pjesme. 2008. godine nastupio je kao gost na skladbi "Lugar Comum" a albuma Sergia Mendesa Encanto.
Kao uvjereni pacifist, često je sudjelovao u radu organizacija kao Make Poverty History, Amnesty International, i nastupao u događajima posvećenim otpisu duga zemalja trećeg svijeta kao Global Call to Action Against Poverty.

### Osobni život
Od 2008. godine u braku je s Francescom Valiani, s kojom od 1998. godine ima kćerku Teresu. Teresi je posvetio pjesmu "Per te", prvi singl s albuma Capo Horn (1999.).

## Diskografija
| Albumi - 1988. Jovanotti for President - 1989. La mia moto - 1989. Jovanotti Special - 1990. Giovani Jovanotti - 1991. Una tribù che balla - 1992. Lorenzo 1992 - 1994. Lorenzo 1994 - 1995. Lorenzo 1990-1995 - 1997. Lorenzo 1997 - L'albero - 1999. Lorenzo 1999 - Capo Horn - 2000. Lorenzo live - Autobiografia di una festa - 2001. Pasaporte - Lo mejor de - 2002. Lorenzo 2002 - Il quinto mondo - 2003. Collettivo Soleluna - Roma - 2004. Jova Live 2002 (samo na internetu) - 2005. Buon Sangue - 2008. Safari Singlovi - 1987. Walking - 1987. Walking (Remix) - 1988. Gimme Five - 1988. Go Jovanotti Go - 1988. Gimme Five 2 (Rasta Five) - 1988. Yo - 1988. È qui la festa - 1988. Welcome - 1989. La mia moto - 1989. Mix, Remix & The Rappers - 1989. Sex, No Drugs & Rock&Roll - 1989. Vasco - 1989. Scappa con me - 1990. Ciao mamma - 1990. Los Numeros - 1991. Muoviti muoviti - 1991. One Nation - 1991. Libera l'anima - 1992. Benvenuti nella jungla - 1992. Non m'annoio - 1992. Ragazzo fortunato - 1993. Io no | - 1993. Penso positivo - 1993. I numeri - 1994. Serenata rap - 1994. Voglio di più - 1994. Piove - 1995. L'ombelico del mondo - 1995. Marco Polo - 1995. Ciao mamma - 1995. L'ombelico del mondo Remix - 1997. Bella - 1997. Questa è la mia casa - 1997. Per la vita che verrà - 1997. Il muratore - 1999. Per te - 1999. Un raggio di sole - 1999. Stella cometa - 1999. Dolce fare niente (Remix) - 1999. Il mio nome è mai più - 2000. Lorenzo Live Medley - 2000. Montreux Jazz Festival Estate 1999 - 2001. El Ombligo del Mundo - 2001. Un Rayo De Sol En La Mano - 2002. File Not Found - 2002. Salvami - 2002. Ti sposerò - 2002. Morirò d'amore - 2002. Date al diavolo un bimbo per cena - 2002. A vida (Roma)- Collettivo Soleluna - 2003. Do D' Freak 1 (Collettivo Soleluna vs Planet Funk) - 2003. Do D' Freak 2 - 2005. (Tanto)³ - 2005. Mi fido di te - 2006. Una Storia d'amore - 2006. Falla girare - 2007. Cade la pioggia (s Negramaro) - 2007. Fango - 2008. A te - 2008. Safari - 2008. Come musica - 2009. Mezzogiorno - 2009. Domani 21/04.09 - 2009. Punto |

## Vanjske poveznice
- Službena stranica
- Jovanotti na Facebooku
- Jovanotti na MySpaceu